# Amy Hetzel
Amy Hetzel, född 27 april 1983 i Rockhampton i Queensland, är en australisk vattenpolospelare. Hon deltog i den olympiska vattenpoloturneringen i Peking där Australien tog brons.
År 2006 spelade Hetzel för Rari Nantes Florentia i Italien.
Hetzel tog VM-silver i samband med världsmästerskapen i simsport 2007 i Melbourne.